# Harrison Stiles Fairchild
Harrison Stiles Fairchild est un général de brigade américain de l'Union. Il est né le 4 août 1820 à Cazenovia, dans l'état de New York, et est décédé le 25 janvier 1901 à Rochester, dans l'état de New York. Il est inhumé au Mount Hope Cemetery de Rochester. Il est le fils de Philo Fairchild et de Nancy Stiles. Il est l'époux de Electa Jane Williams.

## Avant la guerre
Avant la guerre, Harrison S. Fairchild est banquier et est, notamment, président de la New Rochester Bank en 1854. Il est caissier de banque et comptable(p439). Il sert également comme capitaine dans le Rochester Light Guards, régiment de la milice de New York(p439). 

## Guerre de Sécession
Au début de la guerre, il est nommé le 4 décembre 1861 colonel du 89e régiment d'infanterie de New York(p412) dont il assure le commandement et avec lequel il participe à l'intégralité de la guerre de Sécession, sous les ordres du major-général Ambrose Burnside en Caroline du Nord et lors de la campagne de la Péninsule. Il prend part aux batailles de South Mountain, d'Antietam, de Fredericksburg, de Cold Harbor, de Petersburg, de Fair Oaks et d'Appomattox. En 1864, il est le commandant de la 4e Brigade de la 1re Division du XXIVe Corps d'Armée, aux ordres du major-général John Gibbon et est présent lors de la reddition du général Lee. Il est breveté général de brigade, le 13 mars 1865, pour l'ensemble de ses services durant le conflit et se retire de l'armée le 3 août 1865(p412). 

## Après la guerre
Après la guerre, il devient agent de change et vient en aide aux vétérans en tant qu'agent de réclamation des pensions militaires(p439).

## Sources
- "Civil War High Commands" de David et John Eicher (2001), page 230
- « Harrison Stiles Fairchild », sur findagrave.com (consulté le 2 mars 2015)